# 葛城型スループ
| 葛城型スループ | 葛城型スループ                                                   |
| -------------- | ---------------------------------------------------------------- |
| 葛城           |                                                                  |
| 艦級概観       |                                                                  |
| 艦種           | スループ（巡洋艦）                                               |
| 艦名           | 国の名                                                           |
| 前級           |                                                                  |
| 次級           |                                                                  |
| 要目           |                                                                  |
| 排水量         | 常備：1,502トン                                                  |
| 全長           | 垂線間長：61.37m (201ft 4in)                                     |
| 全幅           | 10.67m (35ft)                                                    |
| 吃水           | 4.65m (15ft 3in)                                                 |
| 機関           | 円缶6基 横置式2気筒2段膨張レシプロ1基 1軸、1,600馬力             |
| 速力           | 13ノット                                                         |
| 航続距離       |                                                                  |
| 燃料           | 石炭150トン                                                      |
| 乗員           | 230名（大和、武蔵は231名）                                       |
| 兵装           | 17cm砲2門 15cm砲5門 7.5cm砲1門 25mm4連装機砲4基 11mm3連装機砲2基 |
| 装甲           |                                                                  |

葛城型スループ（かつらぎがたスループ）は日本海軍のスループ。同型艦3隻。「大和」、「武蔵」の2艦は測量艦として長年貢献した。

## 概要
横須賀造船所建造の木造スループ「天龍」に続いて、1882年（明治15年）から翌年度の計画により国内で建造された。船体構造は鉄骨木皮で、機関出力が増大し従来の帆走主体から、汽走主体となった。
「葛城」、「武蔵」は横須賀造船所（後の横須賀海軍工廠）で、「大和」は民間の小野浜造船所で建造され、1887年（明治20年）から翌年にかけて竣工した。日清戦争では旅順や大連、威海衛などの攻略作戦などに従事した。1898年（明治31年）の類別制定では3隻とも海防艦に類別された。日露戦争では国内警備に従事、船体が堅牢であったためその後も長く使用された。「葛城」は1913年（大正2年）に除籍され売却、「武蔵」は1928年（昭和3年）に除籍され小田原にあった少年刑務所の宿泊船として1935年（昭和10年）まで使用されている。「大和」は1935年（昭和10年）に除籍、浦賀の少年刑務所の練習船として戦時中まで使用された。横浜で解体予定だったが終戦翌年の台風によって浸水着底、1950年（昭和25年）になり浮揚解体された。

## 大和型測量艦
「武蔵」は1897年（明治30年）以降、「大和」は1902年（明治35年）以降測量任務に従事し、広大な海域を測量した。1922年（大正11年）に正式に測量艦に類別変更。1924年（大正13年）7月に「大和」が、翌1925年（大正14年）6月に「武蔵」が日本海での測量で発見した海底地形にはそれぞれ大和堆、武蔵堆と命名されている。『世界の艦船 日本特務艦船史』では「大和」、「武蔵」の2艦を測量艦大和型と分類している。
1928年（昭和3年）、測量艦時の要目は以下の通り。
- 基準排水量：1,522トン
- 垂線間長：61.37m
- 全幅：10.67m
- 吃水：4.65m
- 主缶：ロ号艦本式缶4基
- 主機：横置式2気筒2段膨張レシプロ1基、1軸
- 出力：1,622馬力
- 速力：13.0ノット
- 燃料：石炭149トン
- 乗員：110名
- 兵装：8cm単装砲2門
- その他：ルーカス式測深儀

## 同型艦
- 葛城 [I]
- 大和 [I]
- 武蔵 [II]